# Monumento a la Paz (Washington D. C.)
El Monumento a la Paz, también conocido como Monumento Naval o Monumento a los marineros de la Guerra Civil, se encuentra en los terrenos del Capitolio de los Estados Unidos en Peace Circle en First Street, NW, y Pennsylvania Avenue, en la ciudad de Washington D. C. (Estados Unidos). Este monumento de mármol de Carrara, de 13,4 m de altura, se erigió entre 1877 y 1878 en conmemoración de las muertes navales en el mar durante la Guerra de Secesión. A diferencia de la mayoría de monumentos en memoria de la guerra de la ciudad, no tuvo una ceremonia de dedicación y, probablemente debido a la falta de financiación, faltan algunos elementos previstos pero finalmente no incluidos: una fuente con surtidores en la base y farolas decorativas. Hoy forma parte de un conjunto de obras escultóricas cercanas que incluye el Monumento a James A. Garfield y el Monumento a Ulysses S. Grant.

## Descripción
En la parte superior del monumento, mirando hacia el oeste, se encuentran dos figuras femeninas con túnicas clásicas. La personificación de Estados Unidos apoya su rostro cubierto por las manos contra el hombro de la Historia y llora de luto. La Historia tiene un estilete y una tablilla con la inscripción «Murieron para que su país pudiera vivir». Debajo de Estados Unidos e Historia, otra figura femenina clásica de tamaño natural representa la Victoria, sosteniendo en alto una corona de laurel y portando una rama de roble, que significa fuerza. Debajo de ella están el infante Marte, el dios de la guerra, y el infante Neptuno, dios del mar. El fuste del monumento está decorado con coronas, cintas y conchas de vieira.
Frente al Capitolio está Paz, otra figura alegórica clásica, solo cubierta de cintura para abajo y sosteniendo una ramita de olivo. Debajo de ella hay símbolos de la paz y la industria. Una paloma, ahora desaparecida y no documentada en ninguna fotografía conocida, una vez anidó sobre una gavilla de trigo junto a una cornucopia, así como una hoz apoyada sobre una espada. Enfrente, los símbolos de la ciencia, la literatura y el arte (que incluyen un ángulo, un engranaje, un libro y un par de divisores) significan el progreso de la civilización que la paz hace posible.
En las esquinas del monumento, cuatro esferas de mármol están sostenidas visualmente por ménsulas macizas.
Su inscripción dice:

In memory of the officers, seamen and marines of the United States Navy who fell in defence of the Union and liberty of their country, 1861–1865."

El escultor del monumento fue Franklin Simmons (1839-1913), nacido en Maine, donde se hizo conocido por sus bustos de retratos. Trabajó en Roma después de 1867, cuando recibió el encargo de una estatua de Roger Williams para la colección del National Statuary Hall. En total, creó cuatro estatuas y tres bustos para el Capitolio de los Estados Unidos. El Monumento a la Paz es un ejemplo de su escultura neoclásica idealizada.
El Monumento a la Paz, inicialmente destinado a Annapolis, fue concebido por el almirante David Dixon Porter, quien había comandado flotas de cañoneras y transportes de tropas durante la guerra. Porter primero dibujó un diseño simple que representaba el Dolor y la Historia; a partir de 1865, recaudó fondos de contribuyentes privados y el monumento fue encargado a Simmons en 1871. El escultor talló el mármol de Carrara en Roma y trabajó directamente con el almirante Porter en muchos cambios en los diseños, incluida la adición de otras figuras. La parte arquitectónica del monumento fue realizada por los hermanos Bonanni de Carrara, Italia, bajo la dirección de Simmons. Las piezas de mármol se enviaron a Washington en 1876; en 1877 el monumento fue erigido sobre la base de granito azul de Maine (diseñado por el arquitecto del Capitolio, Edward Clark); y la figura final, la Paz, se colocó en enero de 1878.
La estatua es un monumento que forma parte de los Monumentos de la Guerra Civil en Washington D. C. catalogados por el Registro Nacional de Lugares Históricos. El monumento volvió a la conciencia pública cuando se convirtió en el lugar donde el 6 de enero de 2021 fueron arrestados los asaltantes al Capitolio.

## Galería

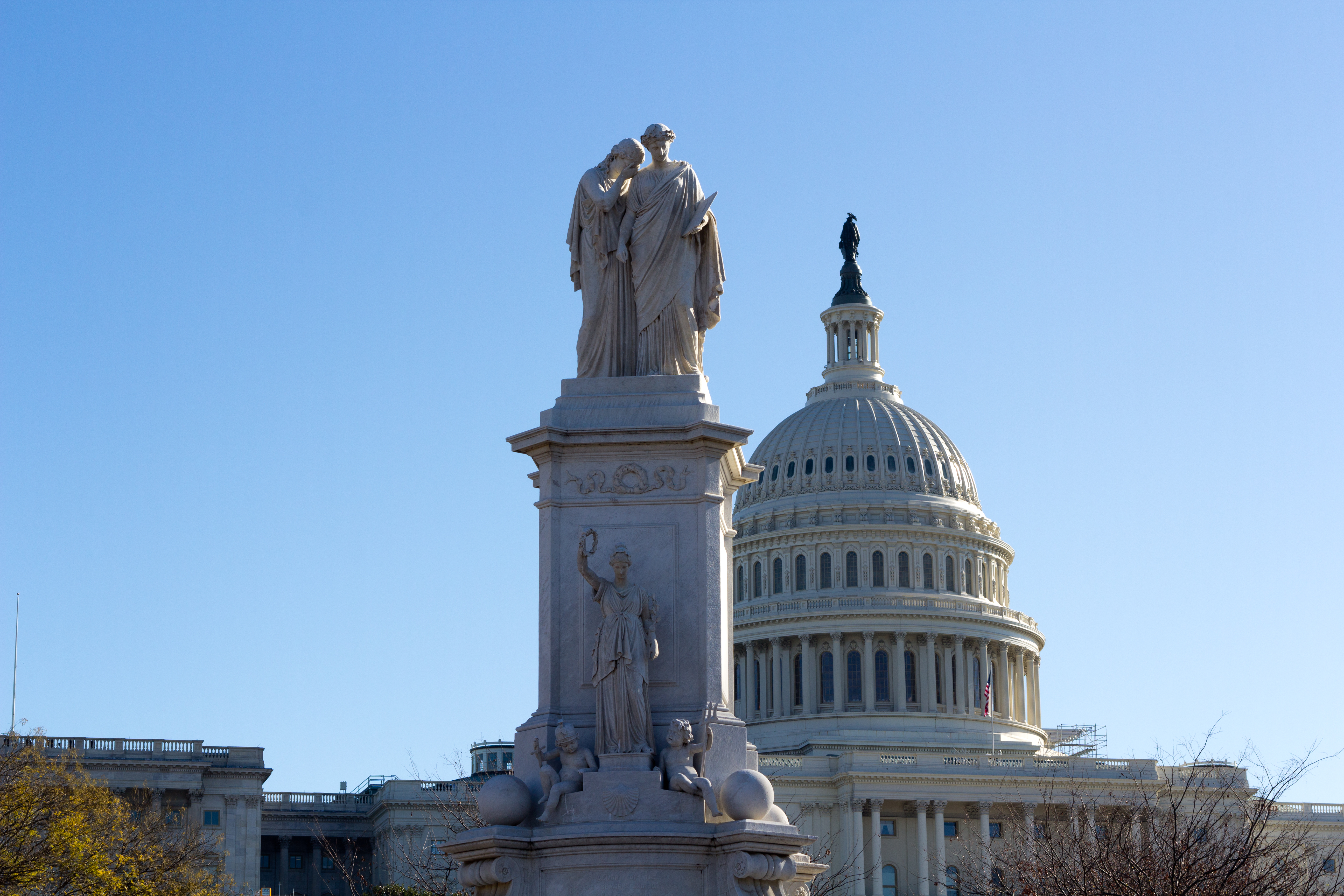
Dolor apoya su rostro cubierto contra el hombro de la Historia y llora de luto.
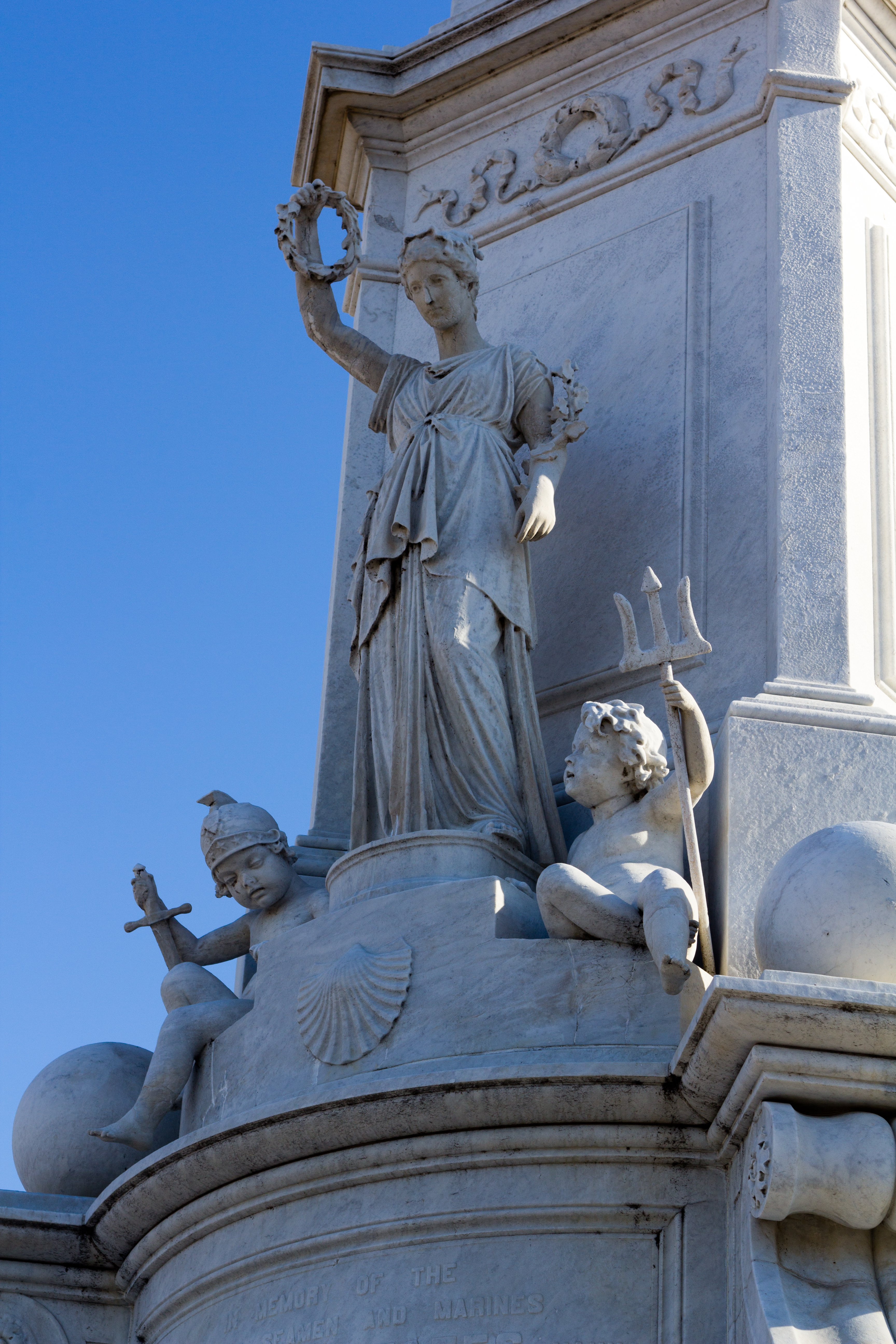
Victoria con los infantes Marte y Neptuno.
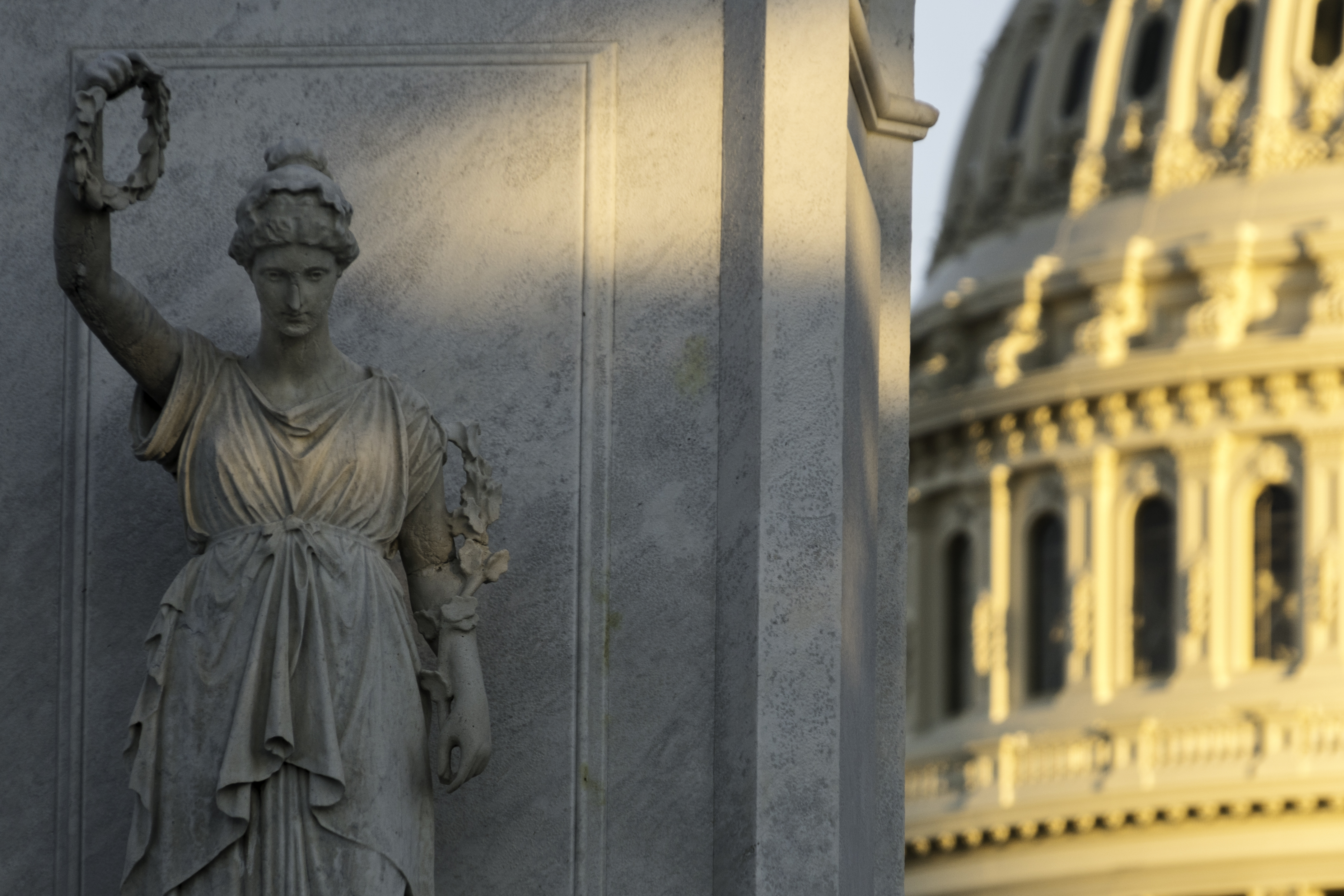
Victoria con la cúpula del Capitolio de los Estados Unidos.
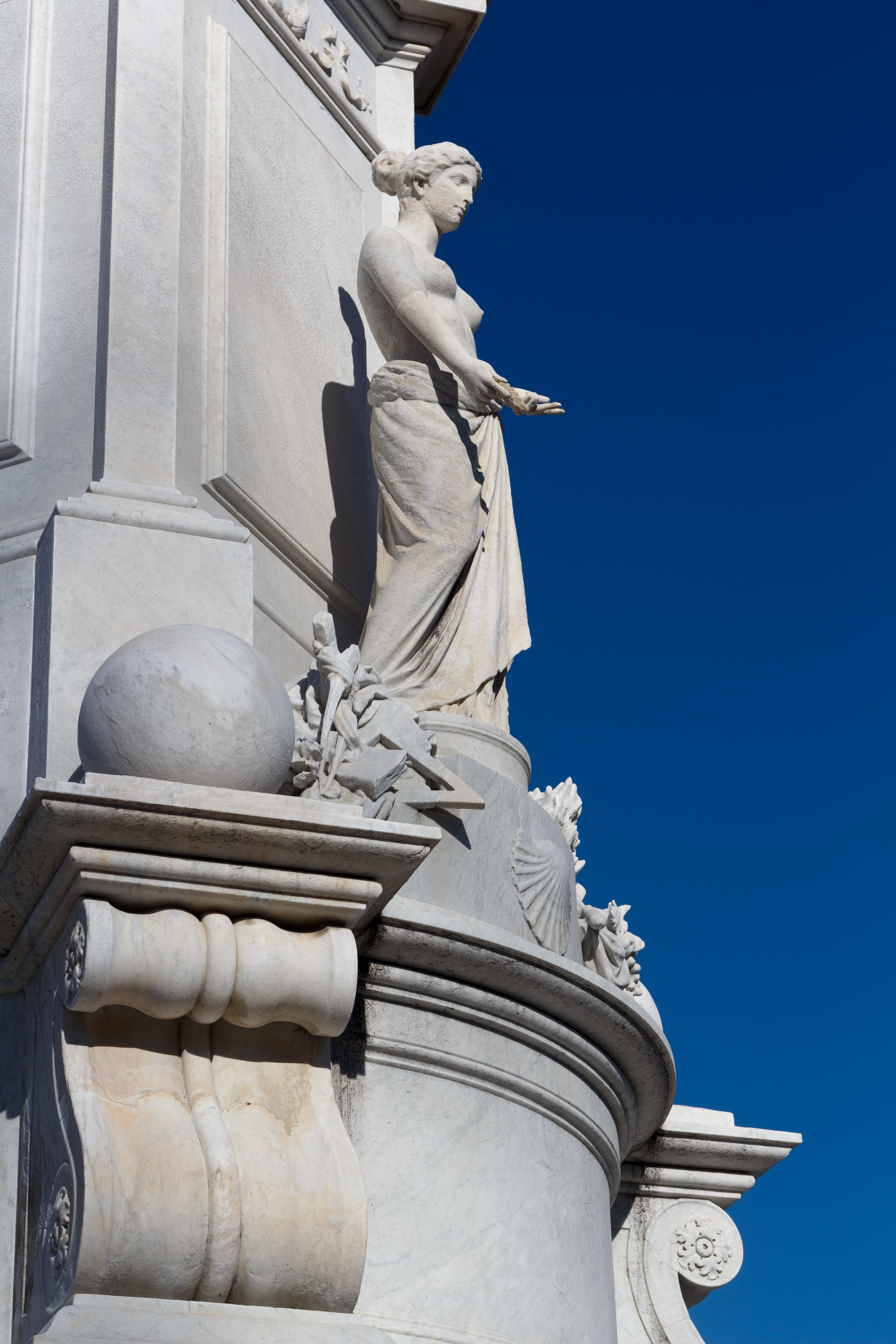
Paz.